# Mistel-Glasflügler

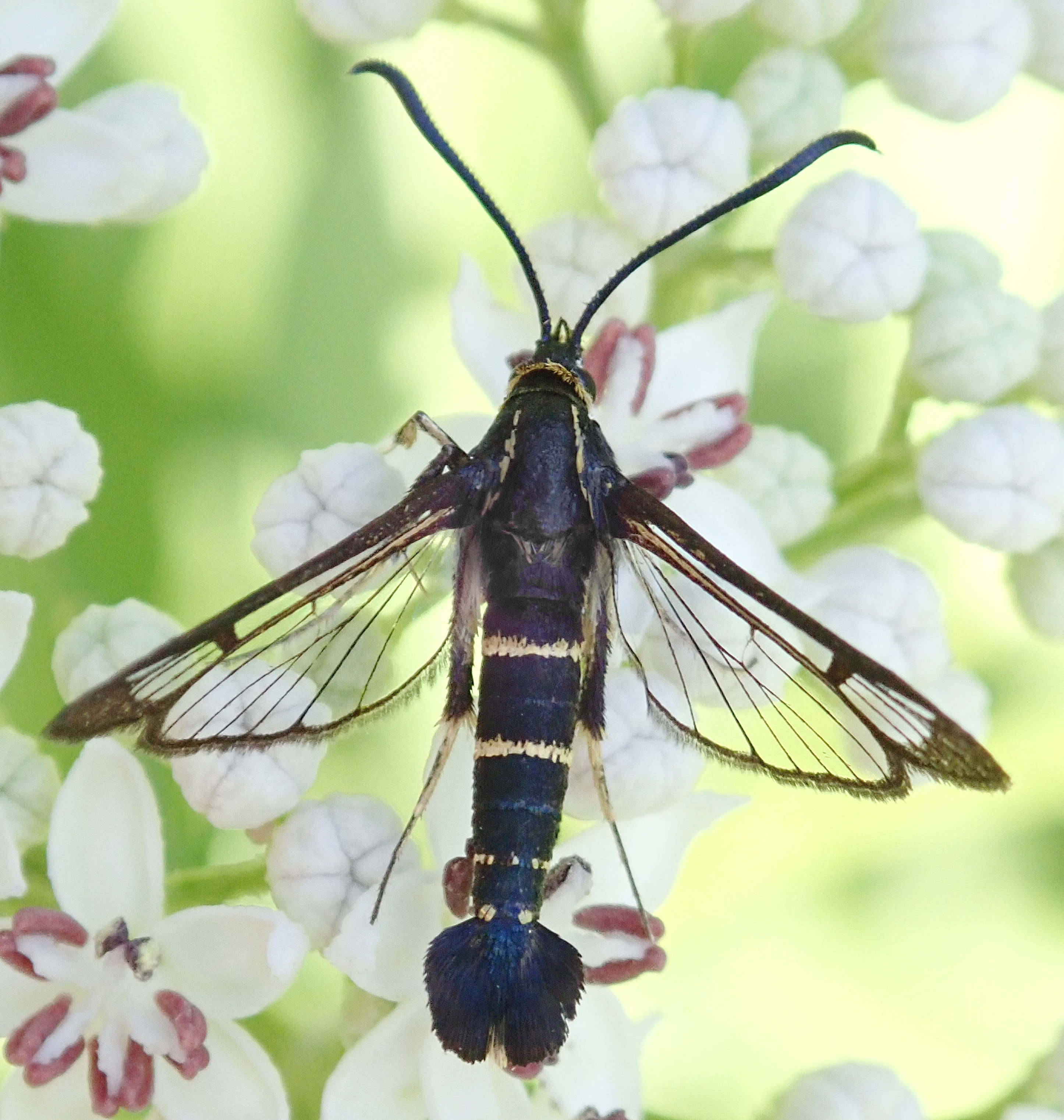
Synanthedon loranthi, Männchen

Der Mistel-Glasflügler (Synanthedon loranthi) ist ein Schmetterling aus der Familie der Glasflügler (Sesiidae).

## Merkmale
Die Falter erreichen eine Flügelspannweite von 14 bis 22 Millimeter. Die vorderen Coxae sind bis zu zwei Drittel ihrer Länge gelb. Bei den Vorderflügeln ist der äußere transparente Bereich breiter als hoch und der Diskalfleck auf den Hinterflügeln ist klein. Bei den Männchen befinden sich auf dem zweiten, vierten und siebenten Segment des Abdomens gelbe Ringe, bei den Weibchen auf den Segmenten zwei, vier und sechs. Der Saccus ist am Ende gerade oder nur leicht konkav. Der kahle Bereich am ventralen Rand der Valven ist undeutlich und klein. Die Crista sacculi der Valven ist nicht erkennbar. Die Genitalarmatur der Weibchen unterscheidet sich nicht von Synanthedon cephiformis.

## Verbreitung
Der Mistel-Glasflügler ist in Mittel-, West- und Südeuropa verbreitet.

## Biologie
Der Mistel-Glasflügler besiedelt Wälder, in denen Viscum- oder Loranthus-Arten gedeihen. Dazu zählen Parks und Waldsteppenhabitate. Zu den Nahrungspflanzen zählen verschiedene Viscum-Arten und die Eichenmistel (Loranthus europaeus). Die Raupen leben 1,5 Jahre unter der Borke oder im Holz und verpuppen sich in einem Kokon unter der Borke. Die Falter können von Mai bis August angetroffen werden, wobei die Beobachtung schwierig ist, da durch die Lebensweise der Art in den Baumkronen ein Nachweis nur schwer möglich ist.

## Systematik
Aus der Literatur sind folgende Synonyme bekannt:
- Aegeria loranthi Králíček, 1966
- Aegeria cryptica Králíček & Povolný, 1977

## Belege
1. 1 2 3 4   Z. Laštuvka, A. Laštuvka: The Sesiidae of Europe. 1. Auflage. Apollo Books, Stenstrup 2001, ISBN 87-88757-52-8 (englisch)., S. 62 und 151
2. ↑  Synanthedon loranthi bei Fauna Europaea. Abgerufen am 29. Juni 2019
3. ↑  Synanthedon loranthi (KRÁLÍČEK, 1966) - Mistel-Glasflügler. Lepiforum e. V.: Bestimmungshilfe des Lepiforums für die in Deutschland, Österreich und der Schweiz nachgewiesenen Schmetterlingsarten., abgerufen am 29. Juni 2019.